# Les Ramoneurs de menhirs
Les Ramoneurs de menhirs est un groupe de punk celtique français, originaire de Bretagne. Formé en 2006, il est constitué du couple de sonneurs Éric Gorce à la bombarde et Richard Bévillon au biniou, de Gwénaël Kere au chant et de Loran à la guitare électrique. La distorsion saturée de la guitare se mêle aux timbres aigus des instruments traditionnels et la boite à rythme accompagne le rythme intense et répétitif de la danse bretonne. La plupart du chant est en breton.
Loran, figure emblématique de la scène alternative des années 1980 avec les Bérurier noir, place le lien entre le punk rock et la musique bretonne dans un même esprit d'insoumission. Devant un public intergénérationnel, le groupe se veut fédérateur et considère qu'il a pour rôle de faire passer des messages tels les bardes dans la chanson bretonne (comme Glenmor dans les années 1960-1970).
Les Ramoneurs de menhirs se produisent en fest-noz et en concert, dans les festivals, en France et à l'étranger. Depuis les débuts du groupe et jusqu'à son décès, Louise Ebrel a posé sa voix sur leurs enregistrements et les a accompagnés sur scène très régulièrement. En 2016, le groupe effectue sa dixième tournée et il sort son quatrième album en juin 2017 pour le festival Hellfest.

## Biographie

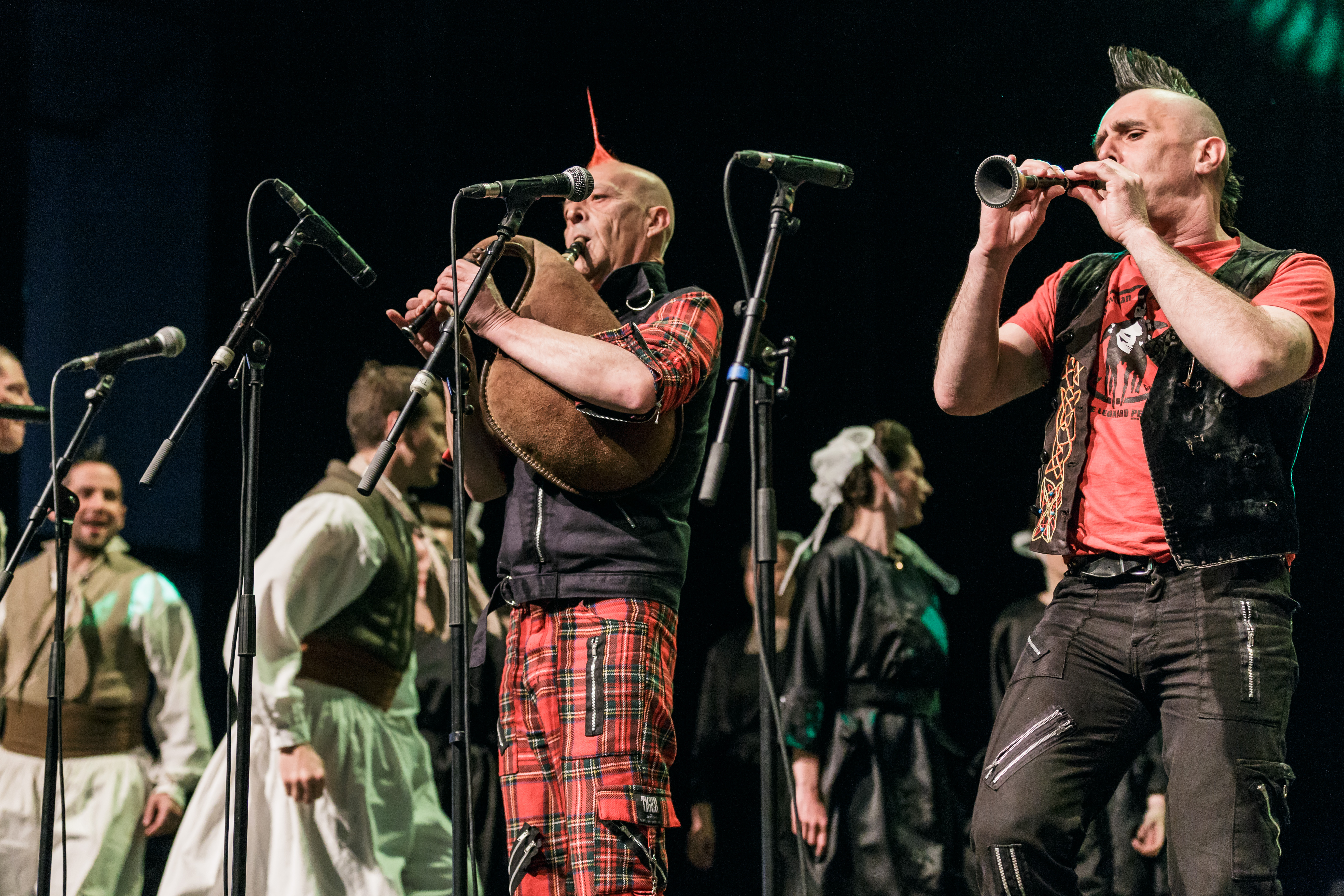
Le couple de sonneurs biniou kozh/bombarde Bévillon/Gorce.

Le groupe est formé en 2006 après que Bévillon et Gorce ont invité deux chanteurs, Louise Ebrel et Maurice Jouanno, et Loran (ancien guitariste de Bérurier noir) sur leur disque de musique bretonne Kerne Izel. Les deux sonneurs de couple, enracinés dans les terroirs Aven et Bigouden, marient leurs instruments et le chant vannetais aux riffs et à la boîte à rythmes de Loran, qui a contribué à faire des Bérus le groupe phare de la scène punk et alternative française des années 1980. Éric Gorce avait collaboré avec les Bérus sur disque (Vive le feu) et les deux sonneurs avaient rejoints le groupe sur scène en 2003 lors des Transmusicales puis en 2005 pour Astropolis.
Ils choisissent un nom d'apparence potache derrière lequel l'état d'esprit d’insoumission se reflète : « ramoner un menhir breton armoricain, c'est un peu comme chauffer la lampe d'Aladin, ranimer les vieilles croyances populaires, ressusciter les rites païens. L'Eglise, le judéo-christianisme, se sont acharnés à détruire cette culture bretonne et celtique très forte ». Leur premier album, Dañs an Diaoul (« La Danse du diable ») est produit en 2007 par Du-man ha du-hont (DMHDH). La chanteuse Louise Ebrel, fille d'Eugénie Goadec, intervient sur plusieurs morceaux de l'album[source secondaire souhaitée]. Avec 20 000 exemplaires vendus, ce premier opus rencontre le succès.
Les Ramoneurs de menhirs participent en off au Festival interceltique de Lorient 2006. En 2007, ils sont invités par le festival[source insuffisante] ainsi qu'au BetiZFest.
À partir de janvier 2008, ils effectuent des tournées en Europe (Écosse, France, Suisse). En avril 2008, le groupe remporte le concours Kan Ar Bobl dans la catégorie « Groupe Musicaux ». Le groupe réalise une centaine de concerts en 2009, dont les Vieilles Charrues remettent le son au printemps et en été, il fait à nouveau partie de la programmation officielle du Festival interceltique de Lorient. Il tourne jusqu'en Suisse, Espagne, Belgique, Écosse, Allemagne.
En avril 2010, il sort un second album, Amzer an dispac'h (« Le temps de la révolte »), toujours produit par DMHDH. Plusieurs invités participent à l'enregistrement du disque : Gilles Servat, les Navajos (Dénés) de Blackfire, Niko Tagada, Louise Ebrel (pour la deuxième fois), Les Mangeouses d'oreilles, ainsi que Roland et Jean-Pierre, tous deux sonneurs au bagad Quic-en-Groigne de Saint-Malo. Le message de Loran est qu'« il faut résister tant qu'on est encore vivant. Après ce sera trop tard. Il faut qu'on retrouve la pensée sinon toutes les formes de la société traditionnelle ». Alors, de Oy ! Oy ! Oy !, chant pour l'indépendance du pays, à Breizhistañs, qui appelle à la lutte contre le système jacobin, en passant par la version "musclée" de La Blanche Hermine, la ligne politique directrice de l'album est claire[source secondaire nécessaire].
Ils soutiennent la manifestation Ar Redadeg[source secondaire souhaitée] dont le but est de populariser la pratique de la langue bretonne ; au départ de la course à Rennes, ils y jouent la chanson Redadeg 2010[source secondaire souhaitée], chantée en chœur par les élèves de Div Yezh, Dihun et Diwan et participent également au concert célébrant l'arrivée à Pontivy le 15 mai[source secondaire souhaitée]. Et le week-end suivant, on[Qui ?] les retrouve à la Fête nationale de la langue bretonne (Gouel broadel ar brezhoneg) à Cavan (Kawan). Leurs deux premiers albums se vendent à 60 000 exemplaires et en 2012, ils réalisent une tournée au Québec.

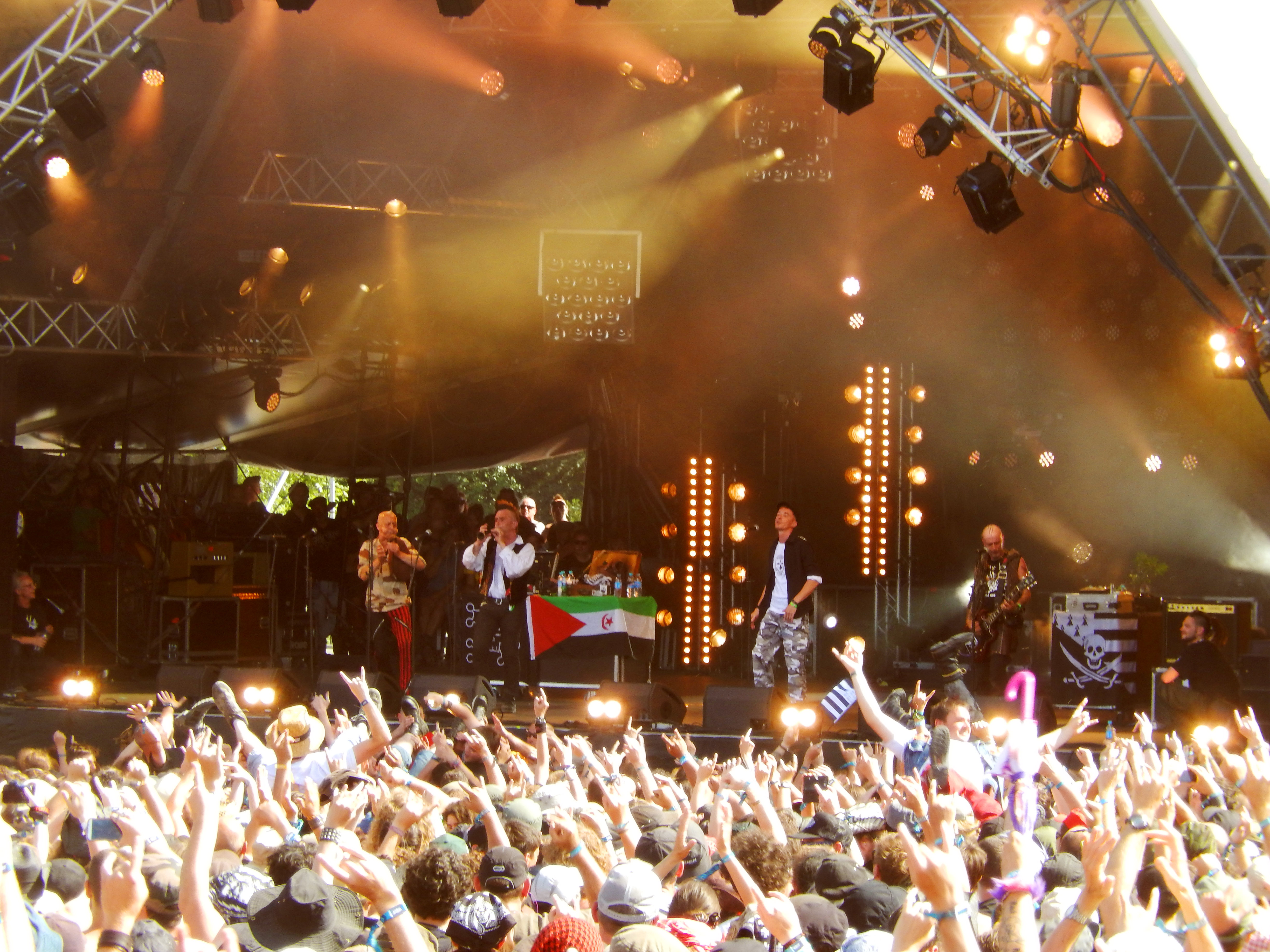
Le groupe au Hellfest 2015

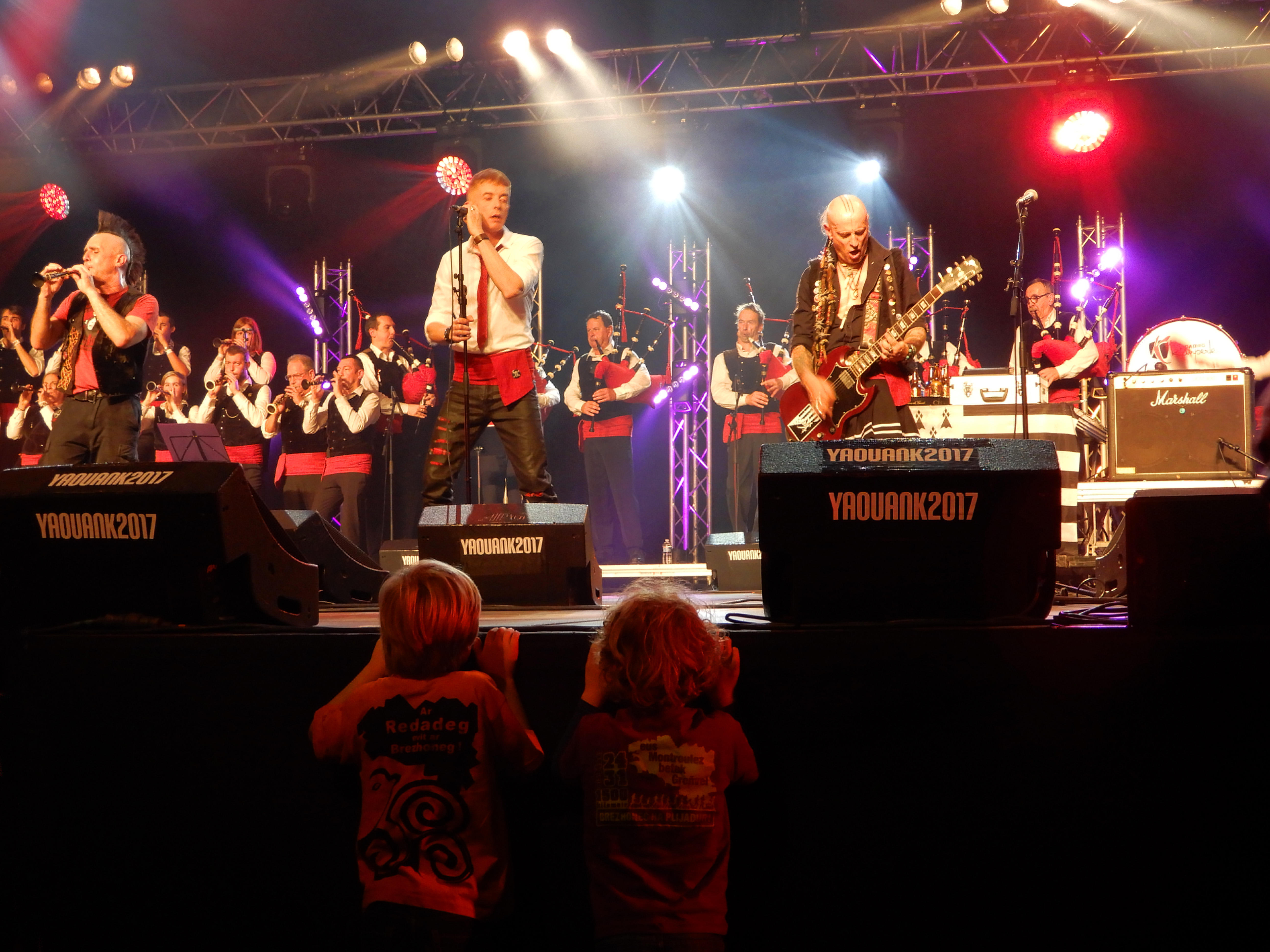
Au Festival Yaouank 2017 avec le Bagad Kemperle.

En juillet 2013, ils sont à l'affiche du festival de Cornouaille à Quimper et en août au Salon des Enragés. En 2014, Maurice Jouanno quitte le groupe, remplacé au chant par Gwenaël Kere, qui avait déjà chanté avec le groupe, notamment pour 8 concerts au Québec en 2012. Le 7 juillet, ils sortent leur nouvel album Tan ar bobl (« Le feu du peuple »), un titre qui adresse un double clin d’œil : au concours du Kan ar Bobl, qu'ils ont remporté en 2008, et aux peuples des minorités opprimées.
Le 21 juin 2015, le groupe est programmé sur la scène Warzone du festival Hellfest, scène qu'il retrouve en juin 2017 en compagnie du Bagad Bro Kemperle. À cette occasion sort le quatrième album Breizh Anok, plus traditionnel, en commun avec le bagad de Quimperlé, avec toujours Louise Ebrel en guest.
The Bolokos, groupe de punk-rock emblématique de la Guadeloupe, rend hommage aux Ramoneurs de Menhirs sur leur premier album avec une reprise de Bell'A.R.B. en créole guadeloupéen (Bel Aw).

## Membres

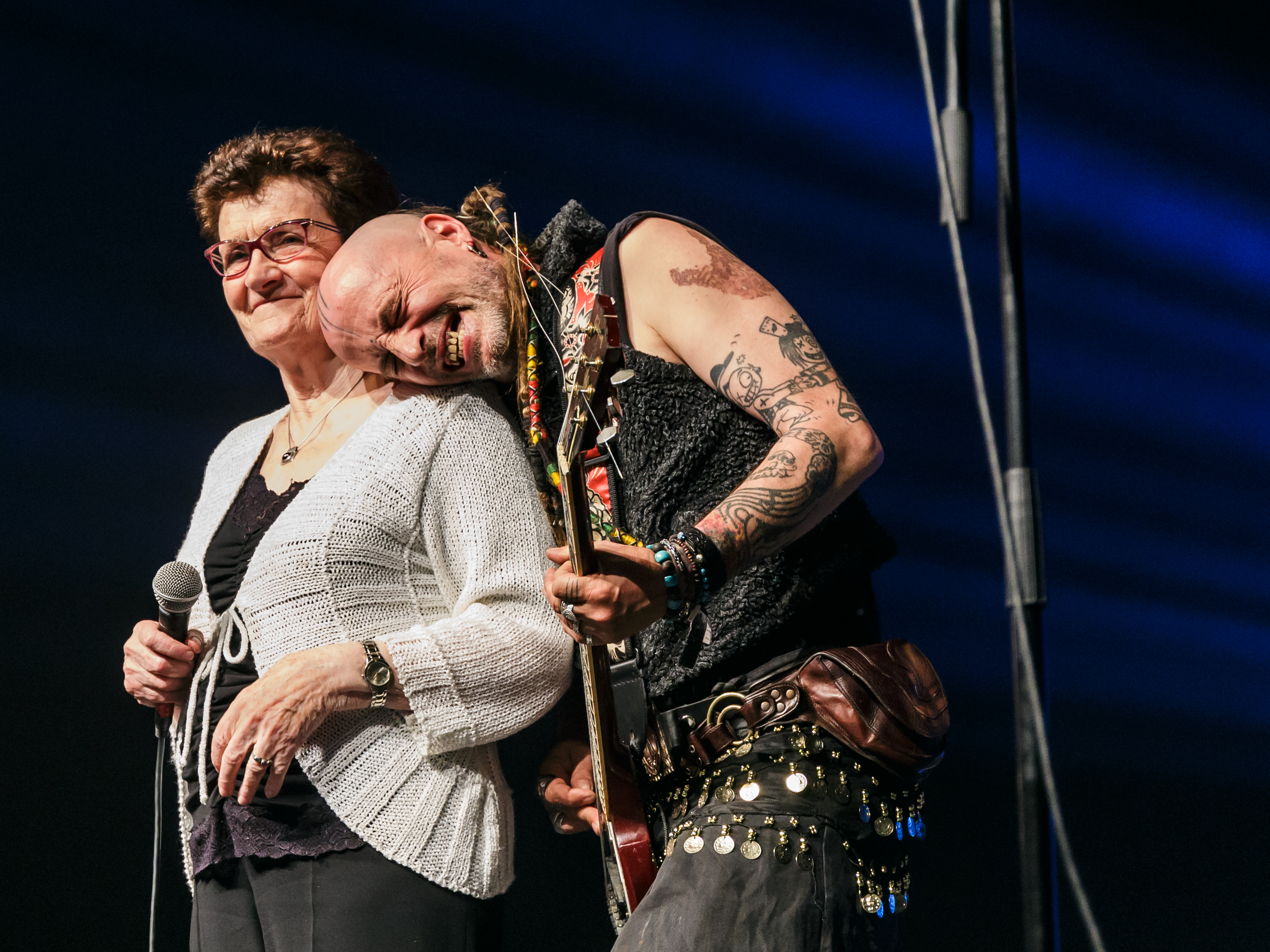
Louise Ebrel et Loran en 2017.

### Membres actuels

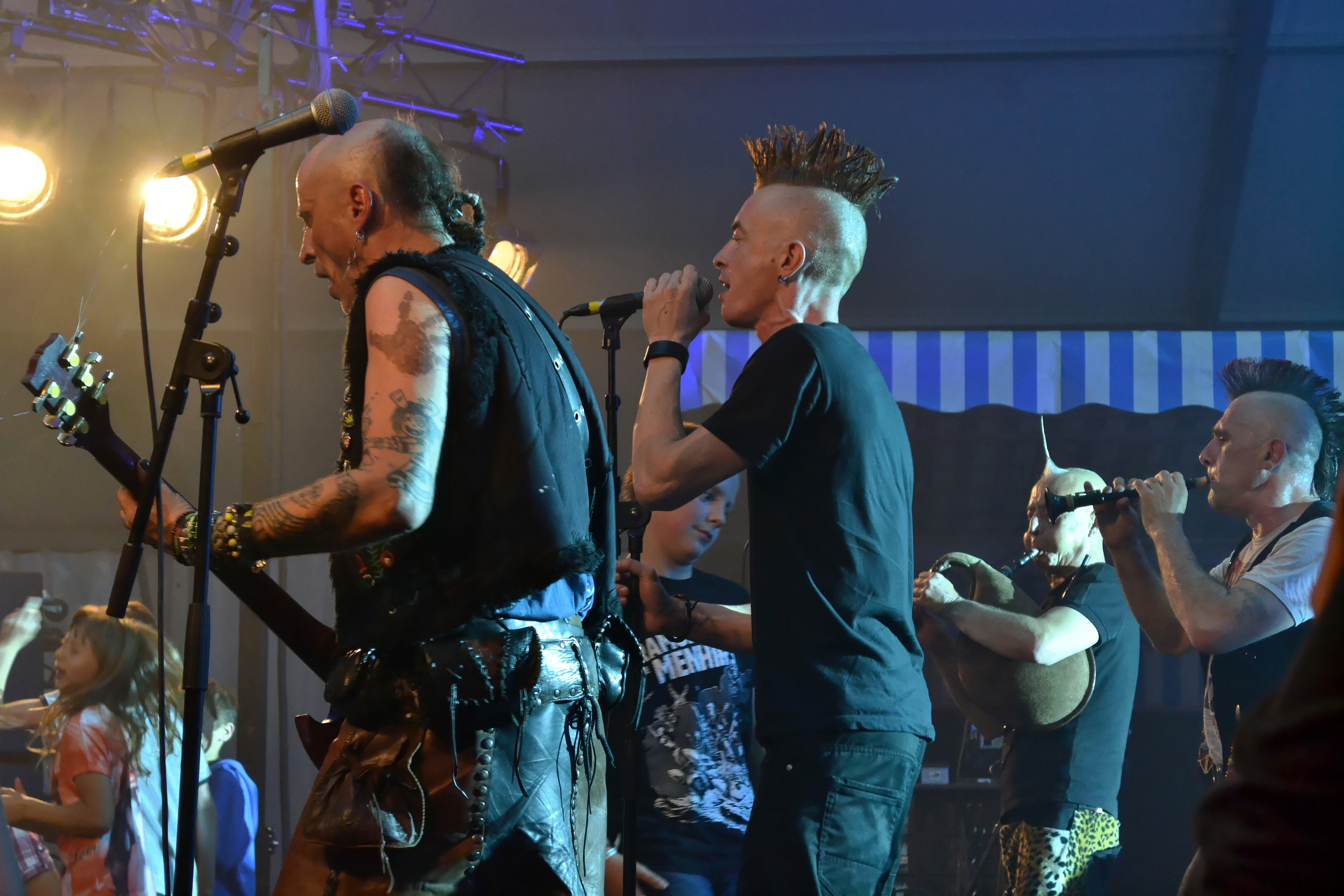
Les Ramoneurs de menhirs au Cyber fest-noz en 2014.

- Loran - guitare électrique, chant, boîte à rythmes (depuis 2006)
- Éric Gorce - bombarde, biniou kozh, chant (depuis 2006)
- Gwenaël Kere - chant (depuis 2014)
- Jérôme - bombarde, biniou kozh, chant (depuis 2023)
- Gwendal (sonorisation) ; Anne-Laure (merchandising)

### Invitée
- Louise Ebrel - chant (2006-2020)

### Ancien membre
- Maurice « Momo » Jouanno - chant (2006-2014)[14]

- Richard Bévillon - biniou kozh, bombarde, chant (2006 - 2023)

Les musiciens actuels et passés
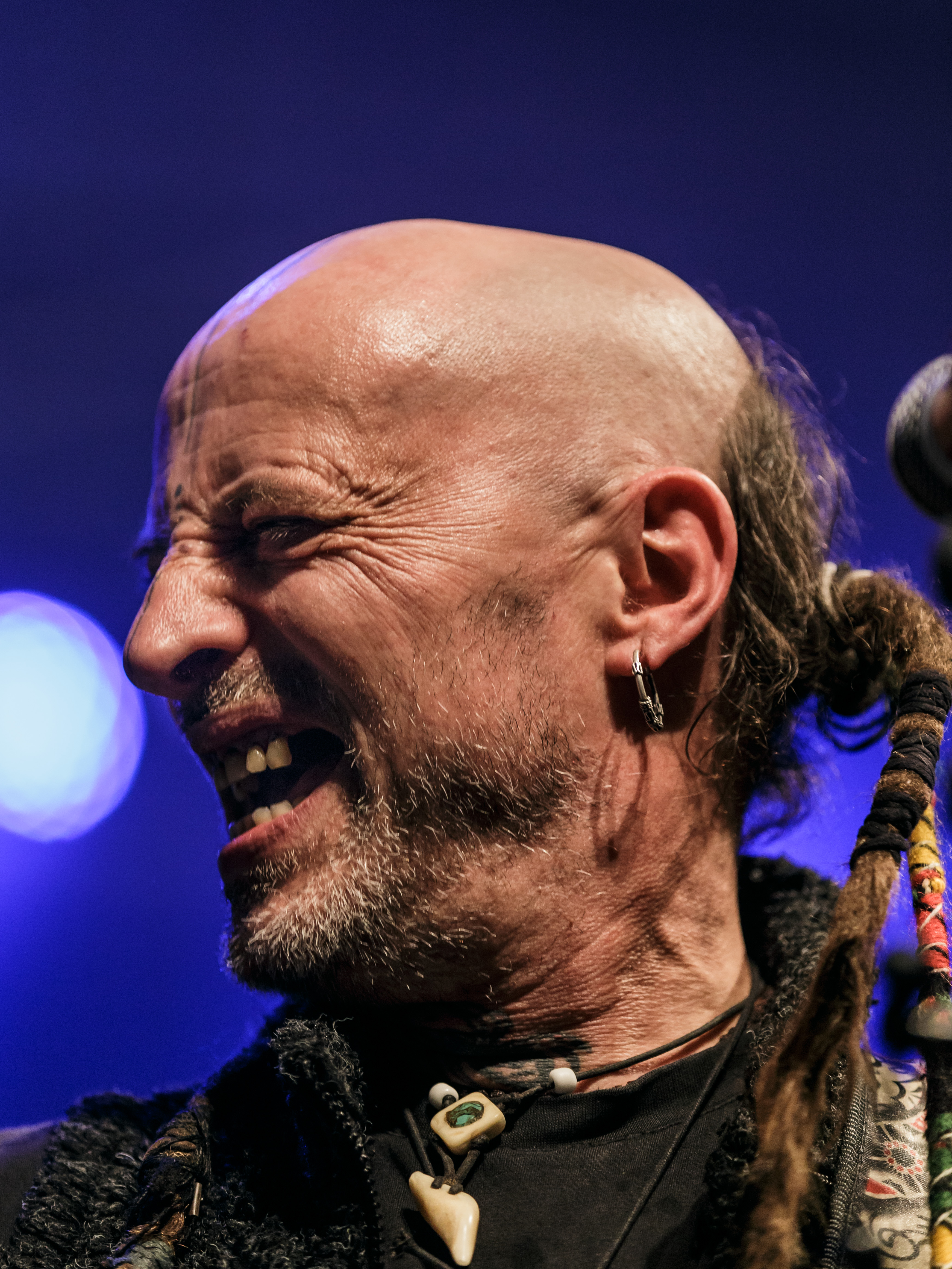
Loran
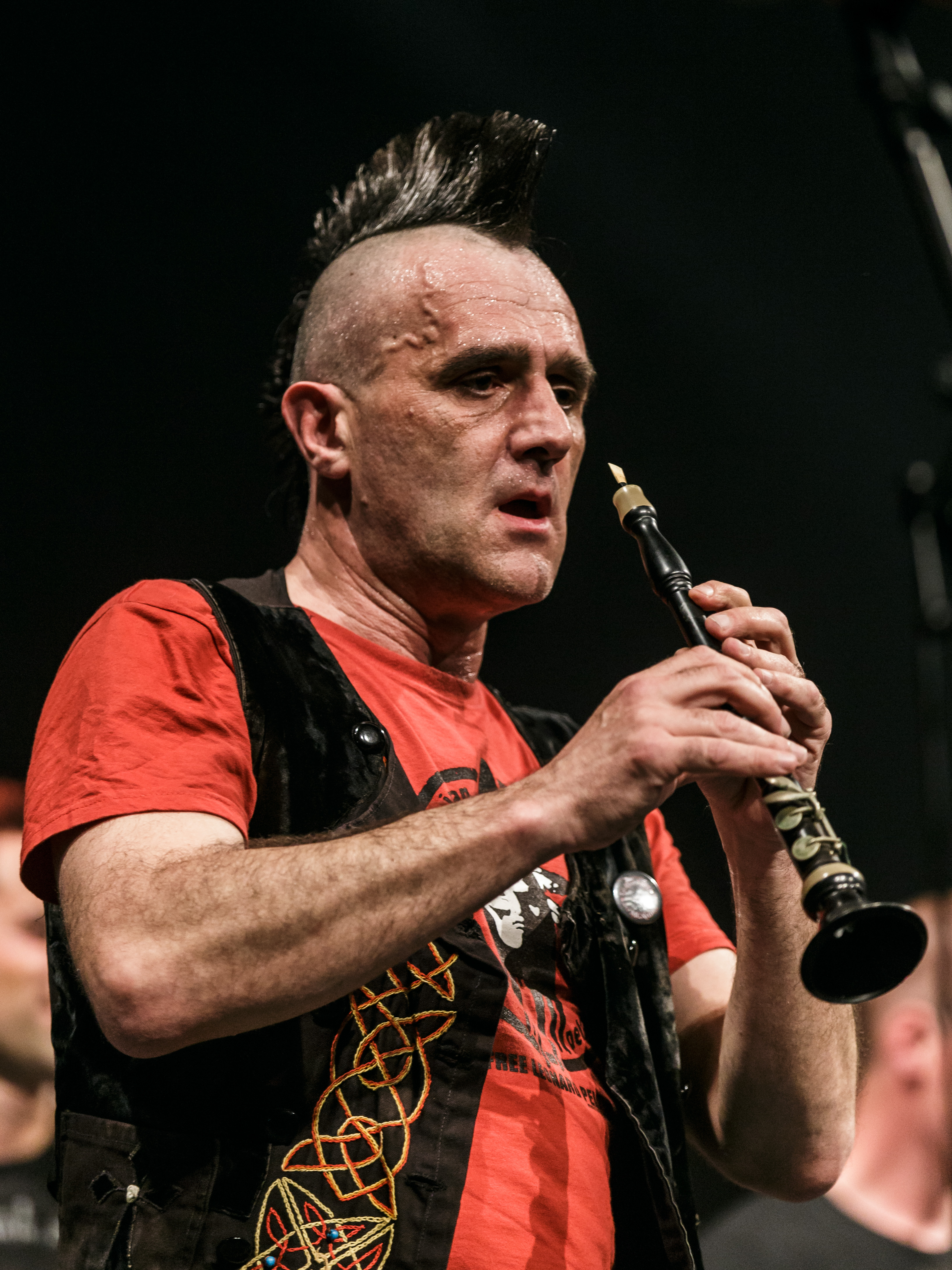
Éric Gorce
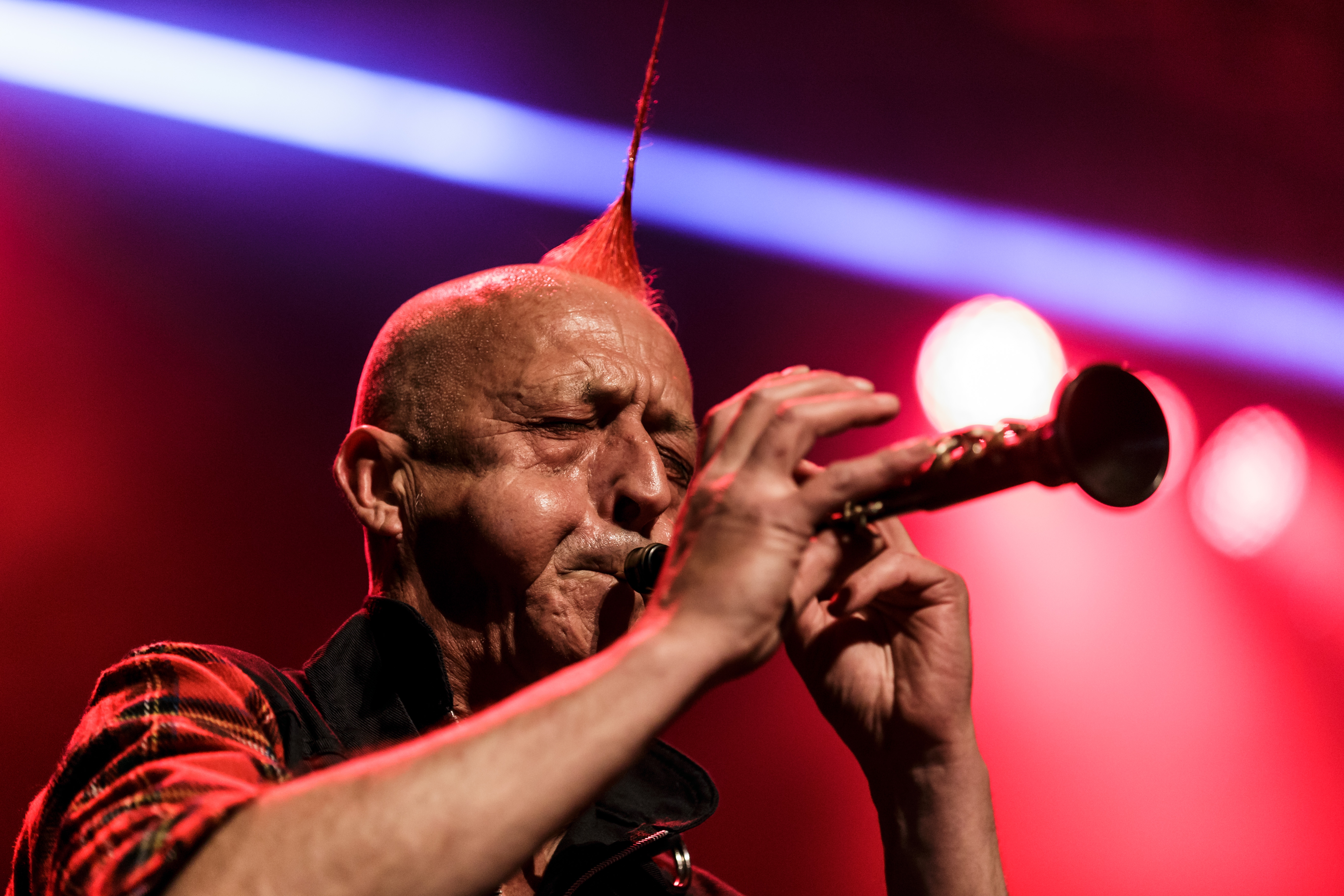
Richard Bévillon
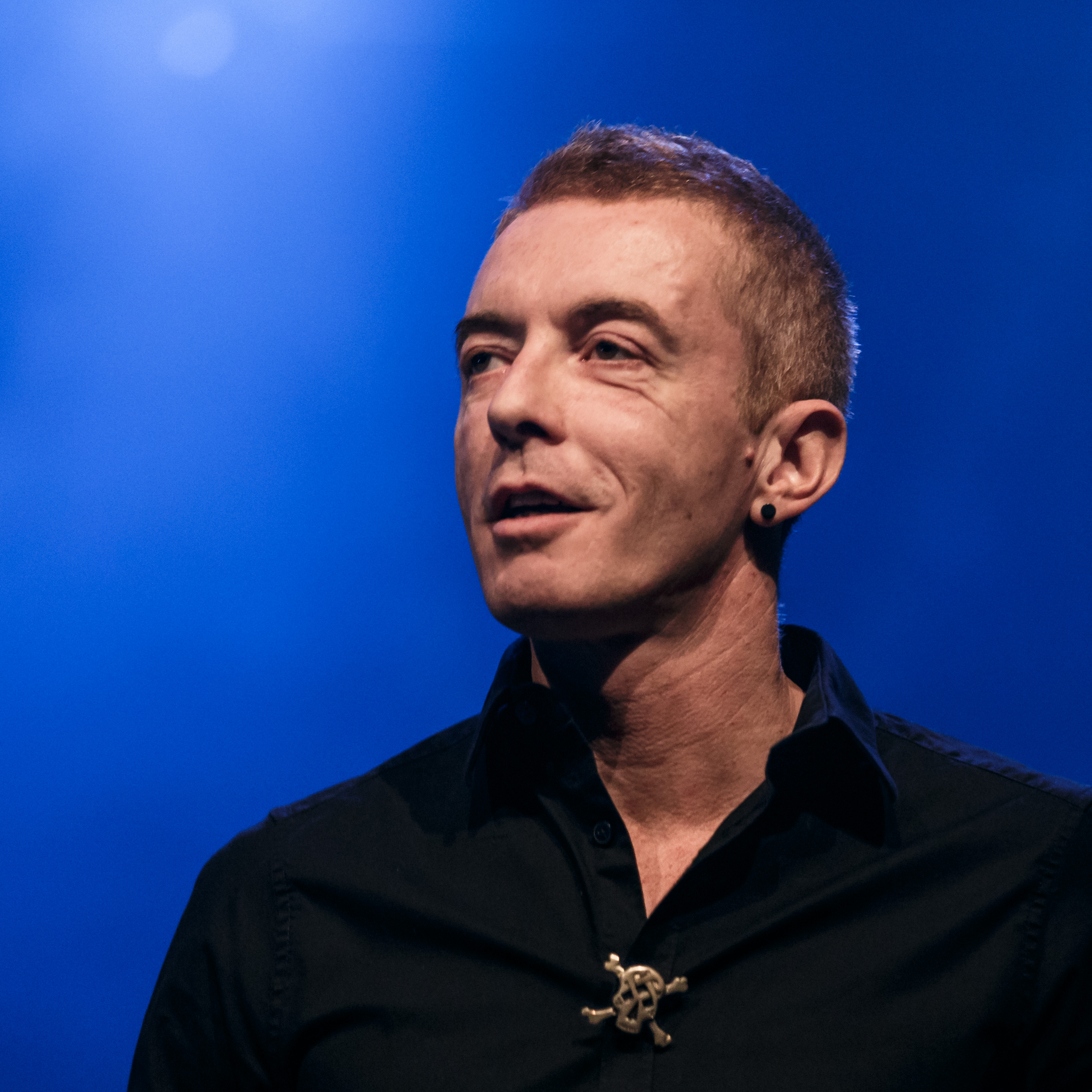
Gwenaël Kere
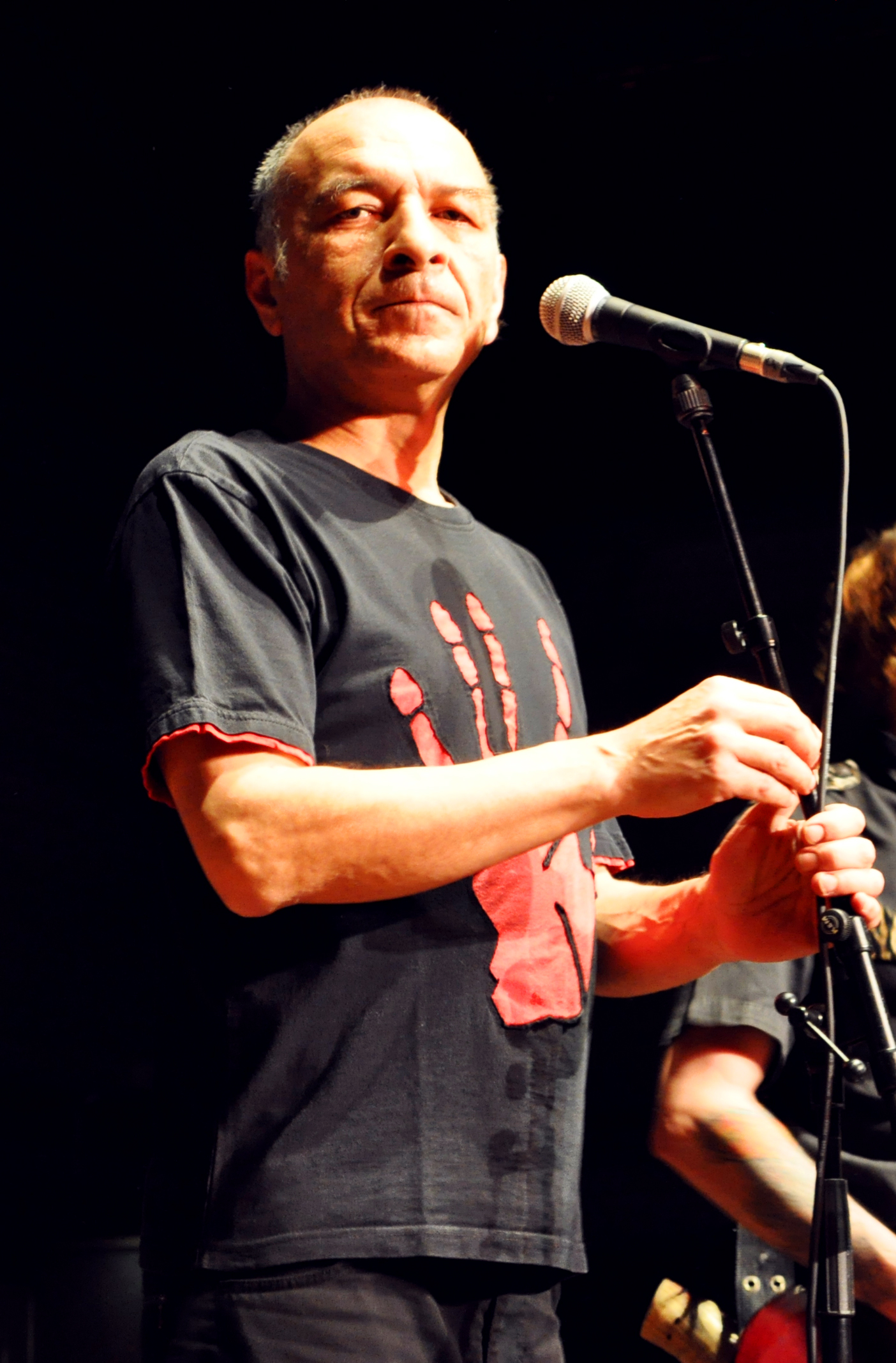
Maurice Jouanno (2006-2014)

## Discographie

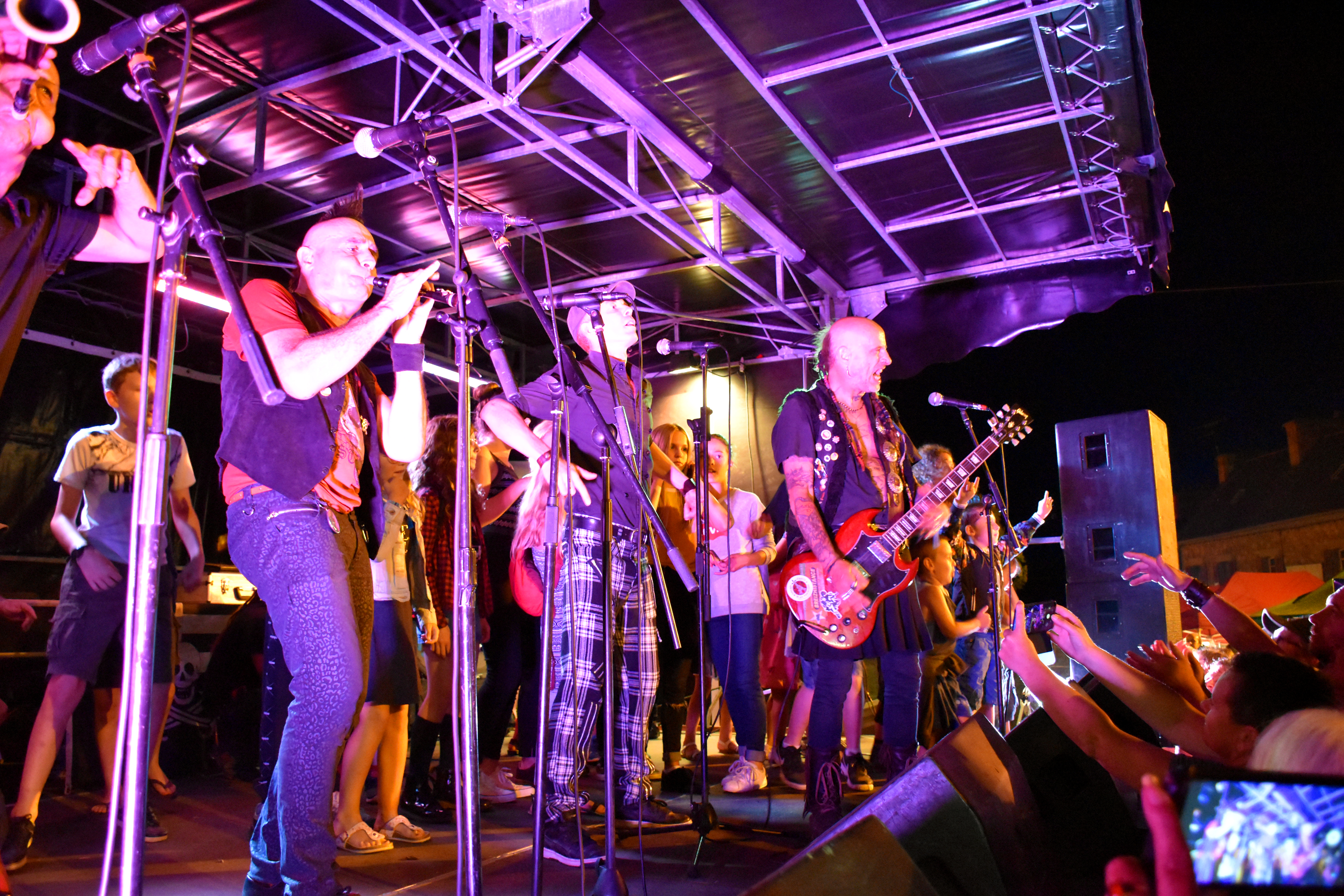
Le groupe à Plouha en 2019

### Participations
- 2019 : Thunderbreizh de La P'tite Fumée

### Compilations
- 2007 : Breizh disorder, volume 6 (Yaw ha yaw ha yaw - version live)
- 2009 : Rock e Breizh (Trist eo dinn ma flanedenn - inédit)
- 2009 : In The Spirit Of Total Resistance - Free Leonard Peltier! (Bell'ARB - extrait de l'album Dañs an Diaoul)
- 2011 : Breizh disorder, édition spéciale (vinyle 33 tours) (Redadeg - inédit)
- 2012 : Compilation Pirate-Punk volume 1 (Auschwitz planète)

### Documentaires
- Tan Dir ha Kan, de Mikael Baudu, 2017, Gwengolo Filmoù/France 3 Breizh, 52 min. [voir en ligne]